# Ewa Janik
Ewa Maria Janik (Częstochowa; 19 de Dezembro de 1948 — ) é uma política da Polónia. Ela foi eleito para a Sejm em 25 de Setembro de 2005 com 6077 votos em 28 no distrito de Częstochowa, candidato pelas listas do partido Sojusz Lewicy Demokratycznej.
Ele também foi membro da Sejm 1997-2001 e Sejm 2001-2005.